# رنک اورگانیزیشن
رنک اورگانیزیشن (انگلیسی: Rank Organisation) یک شرکت فیلم‌سازی در انگلستان بود.
این شرکت که مقر آن در شهر لندن بوده از سال ۱۹۳۷ تا ۱۹۹۶ فعالیت می‌کرده است.

## فیلم‌شناسی
- جنجال در کشتی (۱۹۳۸)
- جایی که خدمت می‌کنیم (۱۹۴۲)
- هنری پنجم (۱۹۴۴) (TC)
- برخورد کوتاه (۱۹۴۵) (C)
- می‌دانم کجا می‌روم (۱۹۴۵) (A)
- آرزوهای بزرگ (۱۹۴۶) (C)
- مسئله زندگی و مرگ (۱۹۴۶) (A)
- نرگس سیاه (۱۹۴۷) (A)
- کفش‌های قرمز (۱۹۴۸) (A)
- الیور توئیست (۱۹۴۸) (C)
- میراندا (۱۹۴۸)
- هملت (۱۹۴۸)
- کریستف کلمب (۱۹۴۹)
- ژنویو (فیلم) (۱۹۵۳)
- رومئو و ژولیت (۱۹۵۴)
- سیمبا (فیلم) (۱۹۵۵)
- به سوی پاریس با عشق (۱۹۵۵)
- دکتر در دریا (۱۹۵۵) (BB)
- نبرد رود پلاته (۱۹۵۶) (A)
- داستان دو شهر (۱۹۵۸) (BB)
- نامش را با غرور حک کن (۱۹۵۸)
- پرونده ایپکرس (۱۹۶۵)
- من این‌جا شاد بودم (۱۹۶۶)
- ادامه بده… تا بالای خیبر (۱۹۶۸)
- آنتونیوس و کلئوپاترا (۱۹۷۲)
- باگزی مالون (۱۹۷۶)
- امر غریب (۱۹۷۷)
- فریاد (۱۹۷۸)
- سی و نه پله (۱۹۷۸)

A = پاول و پرسبرگر

BB Betty E. Box–Ralph Thomas Productions

C = Cineguild Productions

GB = گینزبورو پیکچرز

H = Hammer Studios

I = Individual Pictures

TC = Two Cities Films